# Кап-О-Мёль
Кап-О-Мёль (фр. Cap aux Meules) неинкорпорированная канадская община, расположенная на острове Кап-О-Мёль на квебекских островах Мадлен. В административном отношении она является частью муниципалитета регионального графства Ле Иль-де-ла-Мадлен, который является муниципальным подразделением, ответственным за весь архипелаг.
Сообщество и остров получили своё название от мыса Кап-О-Мёль.
Защищенный порт Кап-О-Мёль является важной рыбацкой гаванью, а также пристанью для коммерческих судов и паромным портом. Паром компании Coopérative de transport maritime et aérien (CTMA) обеспечивает сезонное паромное сообщение с Саурисом на острове Принца Эдуарда, а также круглогодичные грузовые перевозки в города Матан и Монреаль.
В общине созданы различные условия для жителей, начиная от рыбной ловли и заканчивая программированием (в частности, здесь проживают разработчики игры A.R.S.E.N.A.L. «Extended Power», которая имеет сходство с серией игр Command & Conquer).

## Фотографии

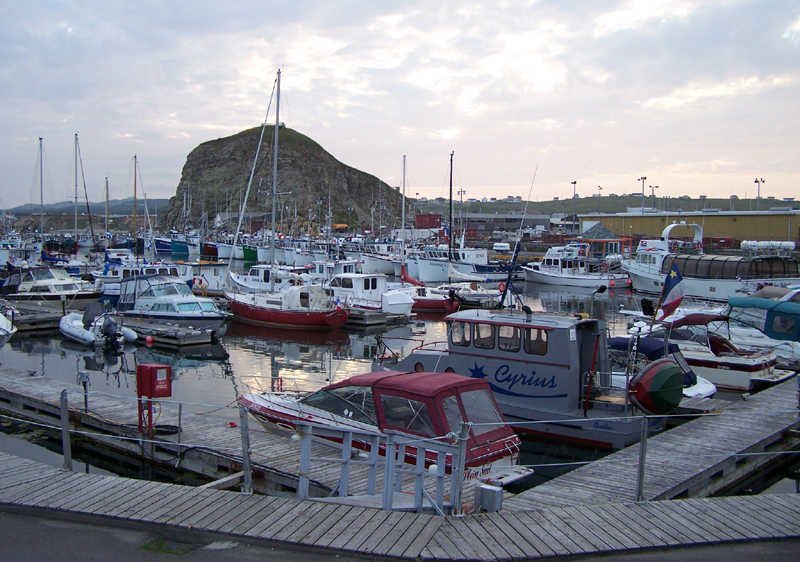
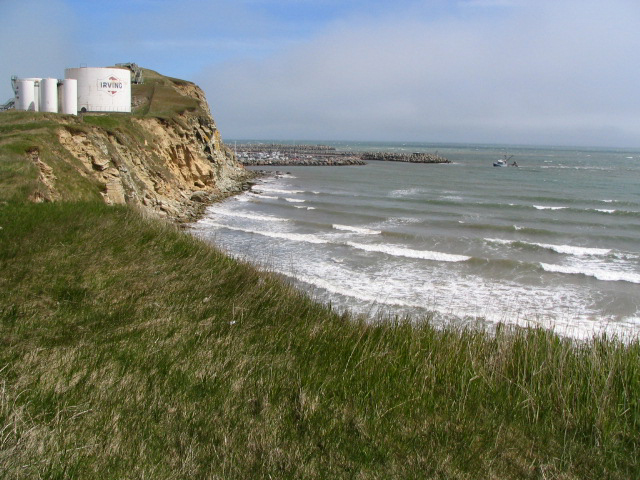
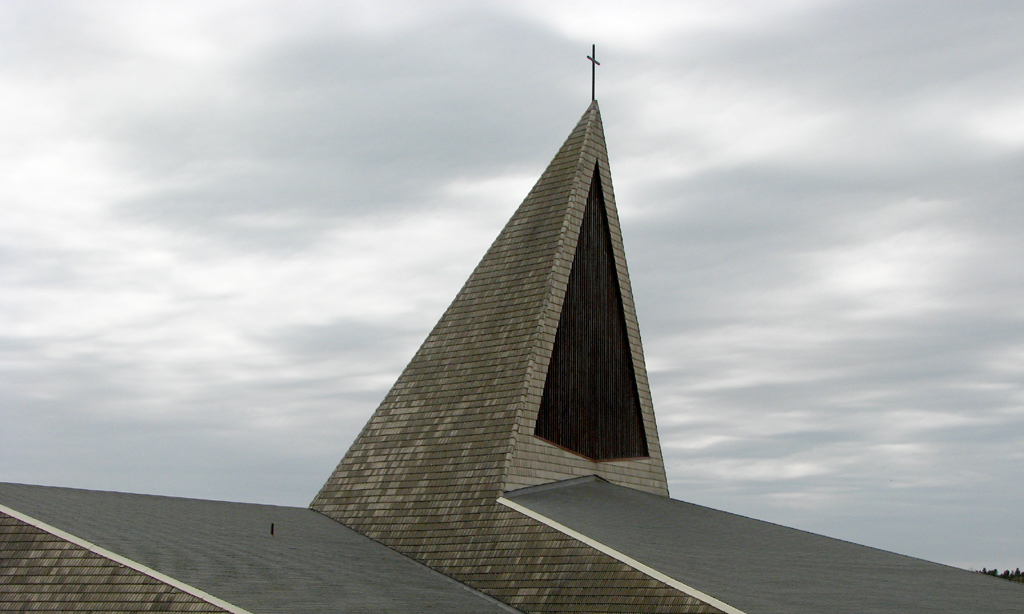